# زهيرة سالم
زُهَيرة سالم هي مغنية تونسية لها نحو 500 أغنية. أشهر أغنية لها هي حول مدينتها الأم باجة: «باجة بلاد المندرة والصابة». أصدرت أول شريط غنائي لها في سنة 1960.